# Arthroleptis formosus
Arthroleptis formosus es una especie de anfibio anuro de la familia Arthroleptidae.

## Distribución geográfica
Esta especie es endémica de Guinea. Habita entre los 180 y 360 m de altitud en la región de Télimélé.

## Publicación original
- Rödel, Kouamé, Doumbia & Sandberger, 2011 : A new beautiful squeaker frog (Arthroleptidae: Arthroleptis) from West Africa. Zootaxa, n.º 3011, p. 16-26.[3]